# 59087 Maccacaro
59087 Maccacaro este un asteroid din centura principală de asteroizi.

## Descriere
59087 Maccacaro este un asteroid din centura principală de asteroizi. A fost descoperit pe 15 noiembrie 1998 la Sormano de Piero Sicoli și Francesco Manca. Asteroidul prezintă o orbită caracterizată de o semiaxă mare de 2,30 ua, o excentricitate de 0,16 și o înclinație de 5,3° în raport cu ecliptica.